# Vinos de Minnesota
Vinos de Minnesota se refiere a todo vino elaborado con uvas cosechadas especialmente en el estado de Minnesota de los Estados Unidos de América | E.U.A. 
Minnesota forma parte de la división más grande de la American Viticultural Area (AVA) - la Upper Mississippi Valley AVA - la cual incluye el suroeste de Wisconsin, sureste de Minnesota, noroeste de Iowa, y el noroeste de Illinois.  El estado también tiene un área más pequeña perteneciente a la  American Viticultural Area (AVA) , el Alexandria Lakes AVA.  Minnesota tiene un clima muy frío para la viticultura y muchas variedades de uvas requieren una protección especial, enterrándoles en la tierra durante la temporada invernal.  Minnesota es sede de investigaciones extensivas de French hybrid y otras variedades de uvas que pueden aguantar climas fríos.  
La Minnesota Grape Growers Association (MGGA) es una organización estatal que promueve la cosecha de uva y la fabricación de vino en el estado y en climas fríos.  Minnesota es sede de la International Cold Climate Wine Competition (ICCWC) patrocinado anualmente por una alianza entre la MGGA y la Universidad de Minnesota. Este es el único concurso de vinos dedicado exclusivamente a la promoción de vinos de calidad hechos principalmente de variedades de uvas cosechadas en climas fríos. En el 2014, el sexto concurso anual recibió 284 vinos concursando de 59 lugares comerciales en 11 estados.  Los premios fueron basados en degustaciones ciegas realizadas por 21 jueces expertos, entre los cuales se encontraban enólogos, escritores sobre vino, dueños de restaurantes, comerciantes, y educadores de vino. 

## Historia
En 1973 se sembró por primera vez un lagar en Minnesota por David Bailly en Alexis Bailly Vineyard en Hastings, Minnesota. años después, en 1977 abrió Northern Vineyards Winery el primer lagar moderno en Minnesota. En 1978, Minnesota y Alexis Bailly Vineyard celebraron la producción comercial del primer vino hecho de uvas 100% de Minnesota. By 1997, only 3 wineries existed in Minnesota. Today over 40 wineries have commercial operations in Minnesota.

## La influencia de Elmer Swenson
Horticultor Elmer Swenson creó variedades de clima frío comercialmente exitosos en Minnesota incluyendo las uvas Edelweiss y St. Croix. Programas de enología en la University of Minnesota desarrollaron la variedad de uva Frontenac en 1995 y siguen investigando nuevas híbridas y técnicas para la cosecha de uvas en el estado.